# Les Beaux Quartiers
Les Beaux Quartiers, deuxième volume du cycle Le Monde réel, est un roman de Louis Aragon publié en octobre 1936 aux éditions Denoël. Il a obtenu le prix Renaudot le 9 décembre 1936.

## Résumé
Le roman se compose de trois parties. Ce n'est qu'à la deuxième qu'apparaît la description des « beaux quartiers » annoncée par le titre. Les trois parties sont intitulées successivement :
- Sérianne. Elle évoque une petite ville imaginaire du sud de la France.
- Paris.
- Le Passage Club, un cercle de jeu de la capitale.

### Sérianne
Cette première partie décrit la vie étriquée d’une petite ville imaginaire en 1912 : Sérianne, au pied des Préalpes du Sud, à proximité de Marseille. Elle est composée à partir de souvenirs hétéroclites de l’auteur.
Les premiers chapitres introduisent quelques personnages typiques. Eugène est un marchand de couronnes mortuaires. Il abuse de sa servante Angélique et à l’occasion la rosse copieusement. Un jeune docteur est l'amant de la femme du percepteur. Quelques fils de bonnes familles militent dans une association patriotique d’extrême droite « pro patria ». Il existe également un vieil aristocrate ruiné et sa fille, un maître chocolatier aux prises avec des licenciements et des grèves. Tous se retrouvent régulièrement au « Panier Fleuri », une maison d'abattage, présentée comme un lieu incontournable de la IIIe République. Apparaissent aussi les fils conducteurs du roman. Le docteur Barbentane, radical, libre penseur et franc-maçon, est maire et bientôt candidat au Conseil Général. Ses deux fils sont Edmond, l’aîné, destiné à la médecine, et Armand, le cadet, « promis à Dieu » par sa mère, l’antithèse du père.
Mais bientôt le jeune homme traverse une grave crise religieuse. Il commence à trouver la poésie supérieure à la religion, avant de projeter de devenir acteur. Ce sont aussi pour lui les premières recherches amoureuses : sera-ce la fille de l’aristocrate, de jeunes ouvrières italiennes des bas-quartiers ? Finalement il se fait vampiriser par Thérèse, la femme du percepteur toujours en mal d’homme. Il découvre aussi de nouvelle idées politiques lors d’une rencontre avec le candidat socialiste, bien piètre opposant de son père.
La campagne électorale et la grève battent leur plein. Lors d’un affrontement le jour du vote, la milice d’extrême droite blesse mortellement un ouvrier mais la ville n'en est avertie que le lendemain. Le docteur Barbentane est élu mais le soir même lors de la fête traditionnelle de la ville les ouvriers de la ville basse font un esclandre à la suite de l'agression de leur camarade.
Le drame clôt cette première partie. Angélique, chassée par son patron, abandonnée par son jeune amant, se pend. L’ouvrier meurt de ses blessures. Pendant la fête, le frère de Suzanne tue le percepteur. Les héros disent adieu à Sérianne : Edmond va partir à Paris faire sa médecine et Armand ira au lycée à Aix.

### Deuxième partie: Paris
Voici enfin Paris et ses « beaux quartiers » ; réapparaîtront au fil des pages des personnages déjà présents dans Les Cloches de Bâle : Quesnel, un baron de la finance ; le fabricant d’automobiles, Wisner, dans lequel il n’est pas difficile de reconnaître le créateur d’une célèbre marque de voiture ; De Houten, un louche financier hollandais ; tous attendent le vote de la loi sur le service militaire de 3 ans et sont véhéments contre les lois sociales.
Edmond, qui poursuit ses études de médecine, reçoit la visite de son père, brouille entre les deux hommes, Edmond ne rejoindra pas le Parti radical de son père et ne sera pas petit médecin de campagne à Sérianne. La famille n’aura pas plus de chance avec Armand, parti en internat au lycée à Aix, un moment convaincu par son père de faire « son Droit », exclu lorsque sa liaison avec la jeune lingère de l’établissement est découverte, il rejoint à Paris un monde bien différent de celui de son frère : celui de la rue, de la misère, des prostituées ; il participe à la commémoration de la Commune de Paris ; il rencontre plusieurs fois son frère qui lui fait l’aumône de quelques francs mais ne veut surtout pas s’encombrer de son cadet. Pendant ce temps nous découvrons quelques personnages secondaires qui joueront un certain rôle dans l’intrigue policière de la troisième partie : Jeanne, jeune mère célibataire, un peu voleuse, un peu joueuse ; son ami du moment Charles croupier dans un cercle de jeu et l’inspecteur Colombin, prototype du policier véreux, grossier et vicieux.
Edmond devient l’amant de la femme de son patron de l’hôpital, Mme Beurdeley, mais, en même temps, fait la connaissance de la jeune maîtresse de Quesnel, la belle Carlotta, qui le reconnait comme le fils du médecin de Sérianne et l’aborde dans un restaurant au Bois de Boulogne. Edmond n’hésitera pas longtemps entre les amours fades avec la première, la jeunesse, la passion avec la seconde et la possibilité de pénétrer avec elle dans le « grand monde », ils s’affichent dangereusement au Bois, dans des restaurants chics, Edmond délaisse complètement les études.

### Troisième partie: Passage Club, un cercle de jeu parisien
Dans cette partie, Aragon développe les rapports entre le jeu, la pègre, l’argent et le monde de la finance et de la politique ; tout en nouant une véritable intrigue policière.
Edmond est toujours aussi amoureux de Carlotta qui l’introduit dans ce monde où il va contracter une dangereuse addiction au jeu et être aussi rattrapé par ses amours défuntes avec Mme Beurdeley. Un soir au cercle, un louche entremetteur et receleur, M. Alexandre, lui propose un collier de diamants, c’est celui de son ancienne maîtresse qui sera découverte assassinée, découpée en morceaux dans le canal Saint Martin. Edmond fait d’abord chanter M. Alexandre, mais la situation se retourne contre lui et il est suspecté et interrogé par l’inspecteur Colombin qui le fait chanter à son tour. Pour protéger son amant, Carlotta est obligée de coucher avec le policier. L’affaire se complique, mais grâce aux relations d’un ami de Carlotta, Wisner fait intervenir le préfet de police, une descente de police ramasse tous les joueurs du Passage Club ; finalement M. Charles tue l’inspecteur Colombin, puis se suicide. Quesnel qui est mis au courant de la liaison de Carlotta par De Houten, lui-même renseigné par Colombin, bien que jaloux, finit par proposer à Edmond de se partager la jeune femme.
Quant à Armand, de plus en plus démuni il accepte la proposition d’un de ses anciens amis de « pro patria »  , rencontré par hasard, de travailler comme briseur de grève aux usines Wisner ; mais ce rôle de « jaune » lui pèse, il rejoint alors les grévistes.

## Sources et inspiration
Si comme le dit Louis Aragon lui-même « Sérianne n’existe pas » l’auteur ne peut guère que puiser dans ses souvenirs ou dans des réminiscences littéraires et artistiques (qu’il nommera collages) pour donner corps à ses personnages et à leur cadre.
De l’expérience personnelle on retiendra, le décor éclectique de Sérianne issu des souvenirs d’une campagne électorale avec son père et son oncle ; l’aventure d’Armand et de Thérèse ; le physique de Carlotta ; mais aussi l’influence de secrets plus cachés, moins avouables, tels que les rapports du docteur Barbentane avec son fils qui doivent à ceux d’Aragon avec son père Louis Andrieux ; des traits de la mère d’Aragon dans Mme Barbentane et de Nancy Cunard (riche héritière de la compagnie de paquebots transatlantiques du même nom qui eut une liaison avec l’auteur) dans Carlotta ; une vague allusion dans Passage Club au grand-père maternel qui possédait des cercles de jeu à Paris et en Turquie, avant d’apparaître clairement dans Les Voyageurs de l'impériale sous le nom de Pierre Mercadier. Les faits divers narrés dans la troisième partie Passage Club, (l’assassinat de Mme Beurdeley, de l’inspecteur Colombin, la descente de police et la nuit au poste) doivent eux à l’expérience d’Aragon, journaliste à l’Humanité. Plus fondamentalement, l’auteur se projette lui-même, à la fois dans Armand et dans Edmond par un étrange dédoublement dont il s’expliquera beaucoup plus tard en 1965 dans La Mise à mort s’adressant à Elsa Triolet : « Il subit au vrai ton influence car tu m’as toujours identifié à Armand malgré mes dénégations. » 
De l’immense culture littéraire de l’auteur, on retiendra des liens avec deux des héros des Thibault de Roger Martin du Gard qui sont deux frères, le premier médecin, le second rebelle; mais également cette généralité : « Il est clair que le roman s’inscrit dans la grande tradition du roman de formation du XIXe siècle et que Julien Sorel et Eugène de Rastignac se profilent derrière Armand et Edmond Barbentane. » De même il y sans doute une part de l’héroïne de Zola, Nana, dans la Carlotta des Beaux Quartiers.

## Éditions
- Éditions Denoël, 1936.
- Cercle du bibliophile, préf. Hubert Juin, Levallois-Perret, d'après les éditions Edito-Service, Genève, collection « Le Club des grands prix littéraires », 1970, 487 p.
- Le Grand Livre du mois, Paris, collection Les trésors de la littérature, 1997  (ISBN 2-7028-0619-8), 504 p.
- Louis Aragon Œuvres romanesques complètes, éditions Gallimard, tome II Bibliothèque de la Pléiade.
- Éditions Gallimard, coll. « Folio », 2007.